# 9569 Quintenmatsijs
A 9569 Quintenmatsijs (ideiglenes jelöléssel 1988 CL2) a Naprendszer kisbolygóövében található aszteroida. Eric Walter Elst fedezte fel 1988. február 11-én.
Nevét Quentin Massys (1466 – 1529) flamand festő után kapta.